# Etropera pilosa
Etropera pilosa är en insektsart som beskrevs av Sunita Bhatti 1990. Etropera pilosa ingår i släktet Etropera och familjen pärlsköldlöss.
Artens utbredningsområde är Papua Nya Guinea. Inga underarter finns listade i Catalogue of Life.